# Свецкий повет
Свецкий пове́т (пол. Powiat świecki) — повет (район) в Польше, входит как административная единица в Куявско-Поморское воеводство. Центр повета — город Свеце. Занимает площадь 1472,78 км². Население — 99 764 человека (на 31 декабря 2015 года).

## Административное деление
- города: Нове, Свеце
- городско-сельские гмины: Гмина Нове, Гмина Свеце
- сельские гмины: Гмина Буковец, Гмина Драгач, Гмина Джицим, Гмина Ежево, Гмина Льняно, Гмина Осе, Гмина Прущ, Гмина Свекатово, Гмина Варлюбе

## Демография
Население повята дано на 31 декабря 2015 года.
| Перепись            | Всего  | Мужчины | Женщины |
| ------------------- | ------ | ------- | ------- |
| Всего               | 99 764 | 49 191  | 50 573  |
| Городское население | 32 129 | 15 380  | 16 749  |
| Сельское население  | 67 635 | 33 811  | 33 824  |